# Fontaine de la Crosse
La fontaine de la Crosse, est une fontaine située au carrefour des rues des Carmes, Beauvoisine, Ganterie et de l'Hôpital, à Rouen, en France.

## Historique
La première fontaine gothique avait été construite de 1481 à 1485. Étant adossée à une maison sur laquelle on pouvait voir la crosse d'un abbé, on l’appela « la Fontaine de la Crosse ». Très délabrée, elle fut démolie en 1860 pour l'élargissement de la rue des Carmes. La fontaine fut restaurée en 1861 par le sculpteur Arsène Jouan. On lui rajouta alors une arcature et une Vierge à l'Enfant.
La fontaine a été très endommagée durant la nuit du 26 août 1944 par l’ultime d’une série de bombardements de la RAF. Elle porte encore des traces d'impacts d'éclats de bombes, les parties détruites ont été restituées.

## Description
Cette fontaine située au carrefour est appuyée contre une construction rue de l'Hôpital. Du bassin s'élève un socle de style néogothique servant de support à une Vierge à l'Enfant. Le tout est inscrit dans une arcature encadrée de pinacles. Le fond est constitué d’arabesques.

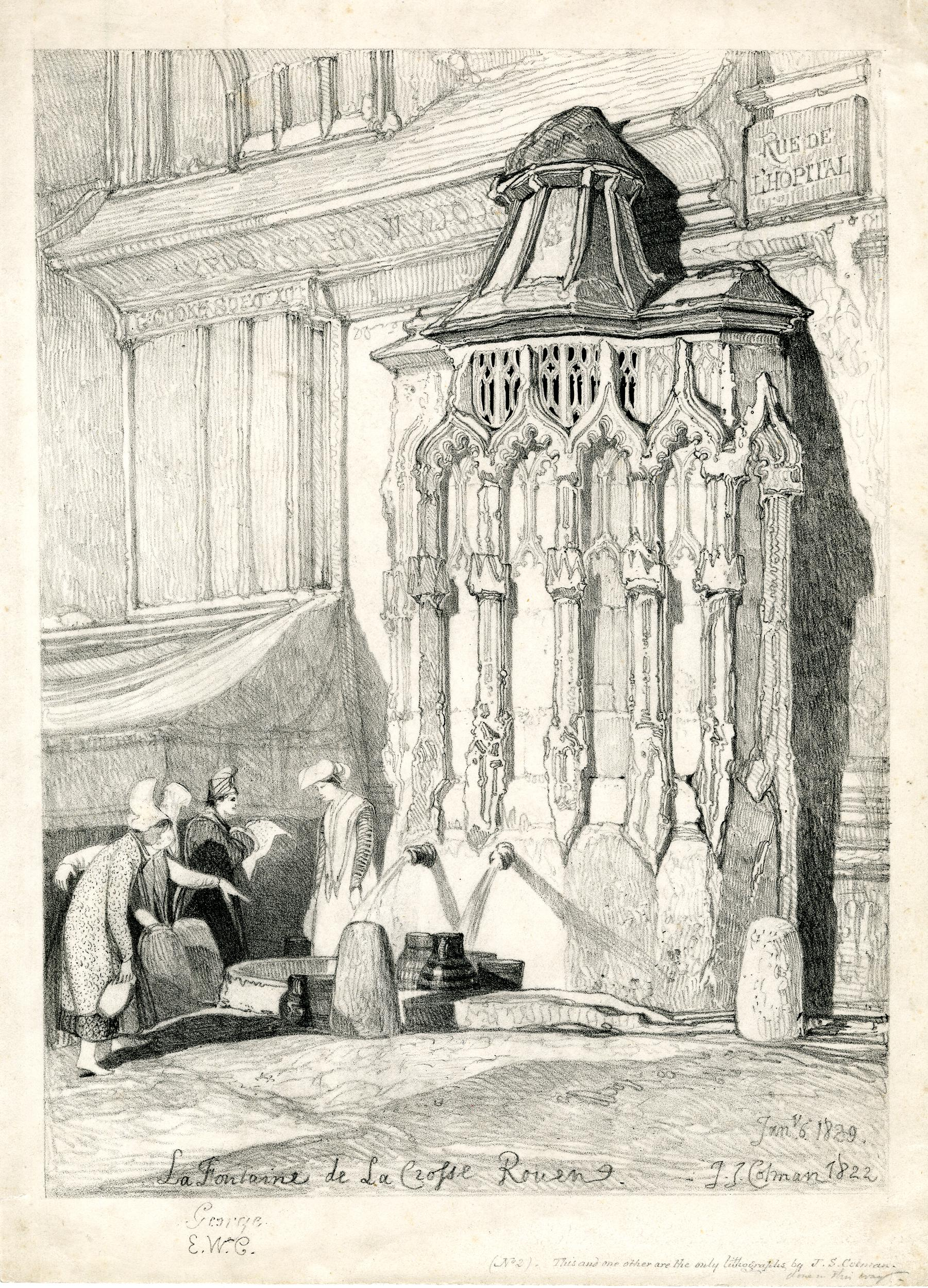
La fontaine de la Crosse en 1822.
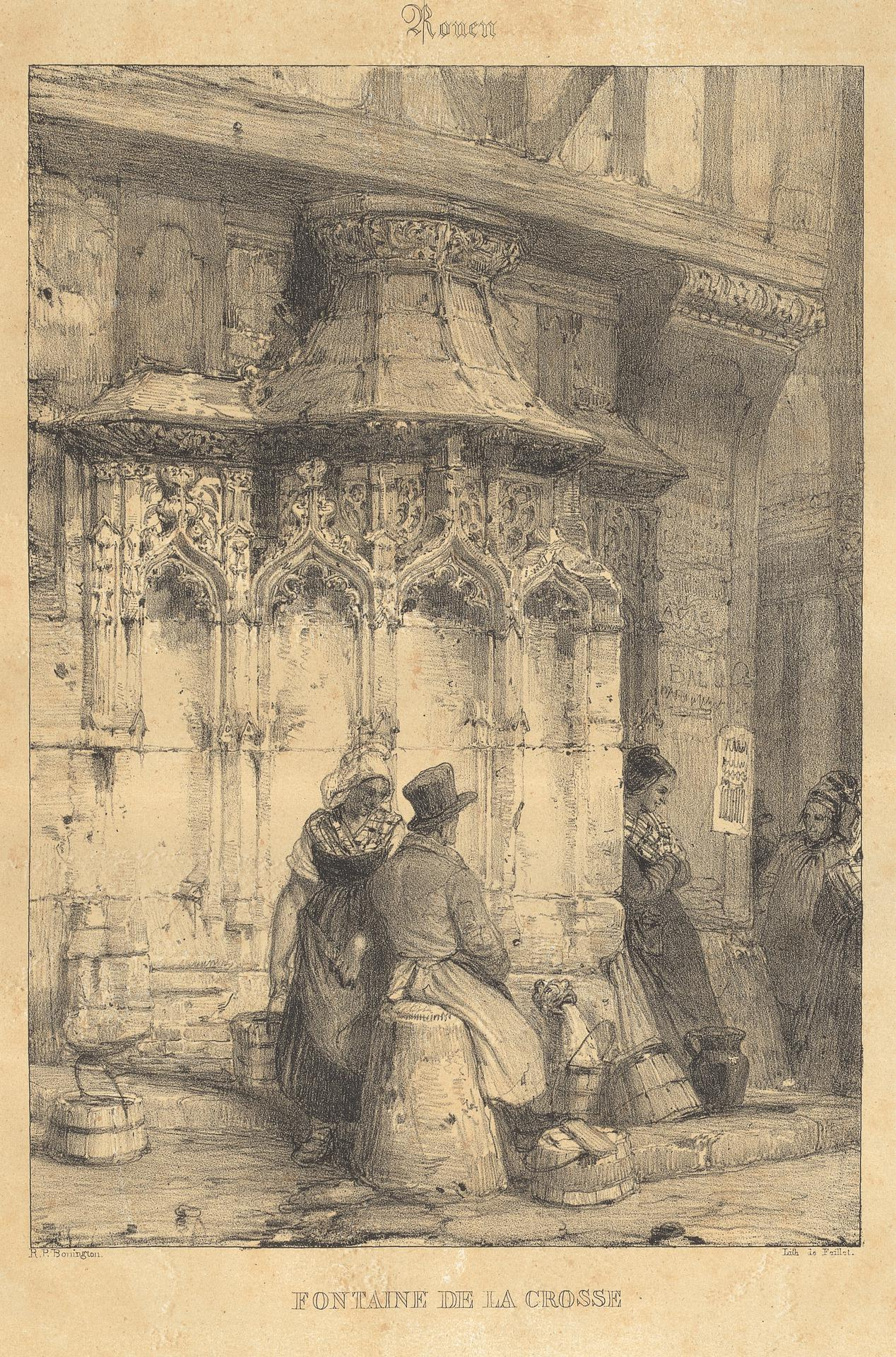
La fontaine de la Crosse par Richard Parkes Bonington.
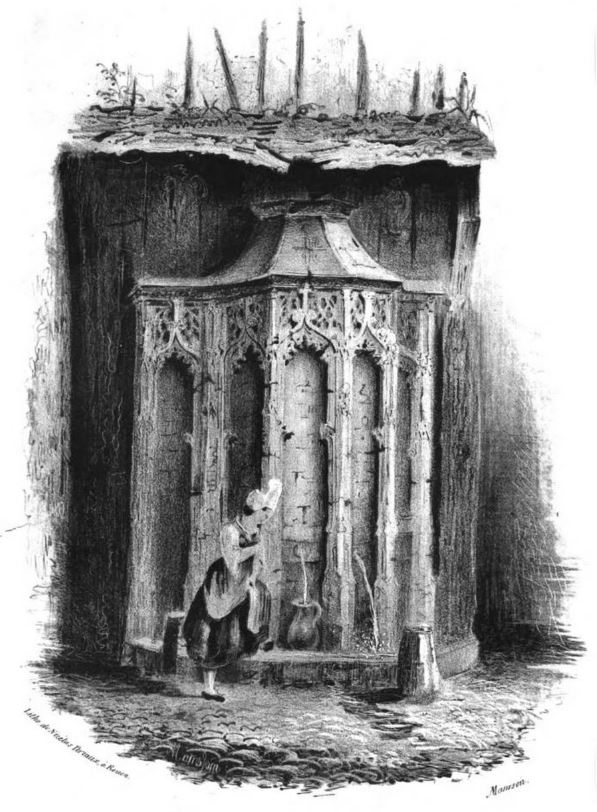
Lithographie de Nicétas Périaux.
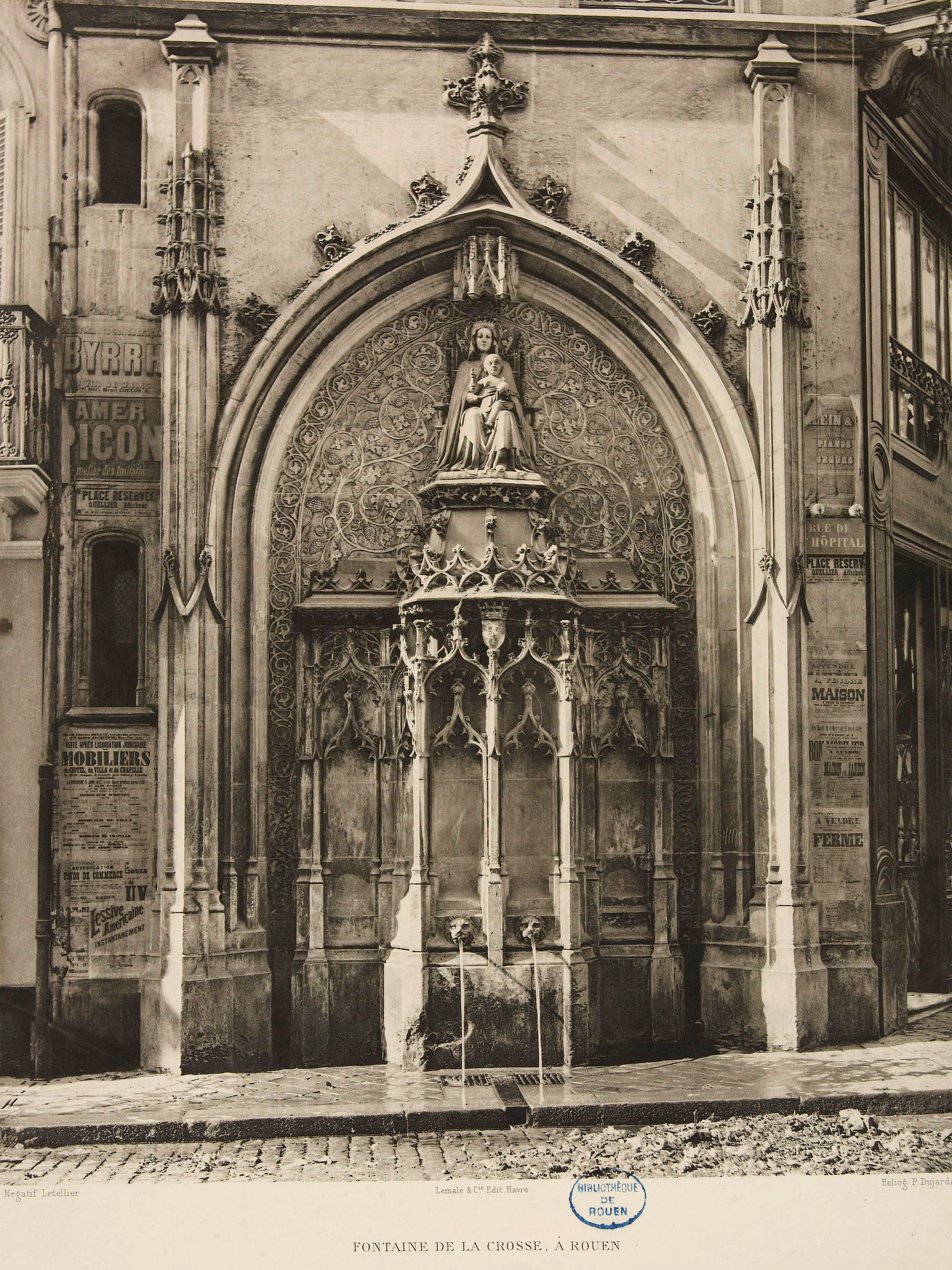
Photographie d'Émile-André Letellier publiée en 1893.
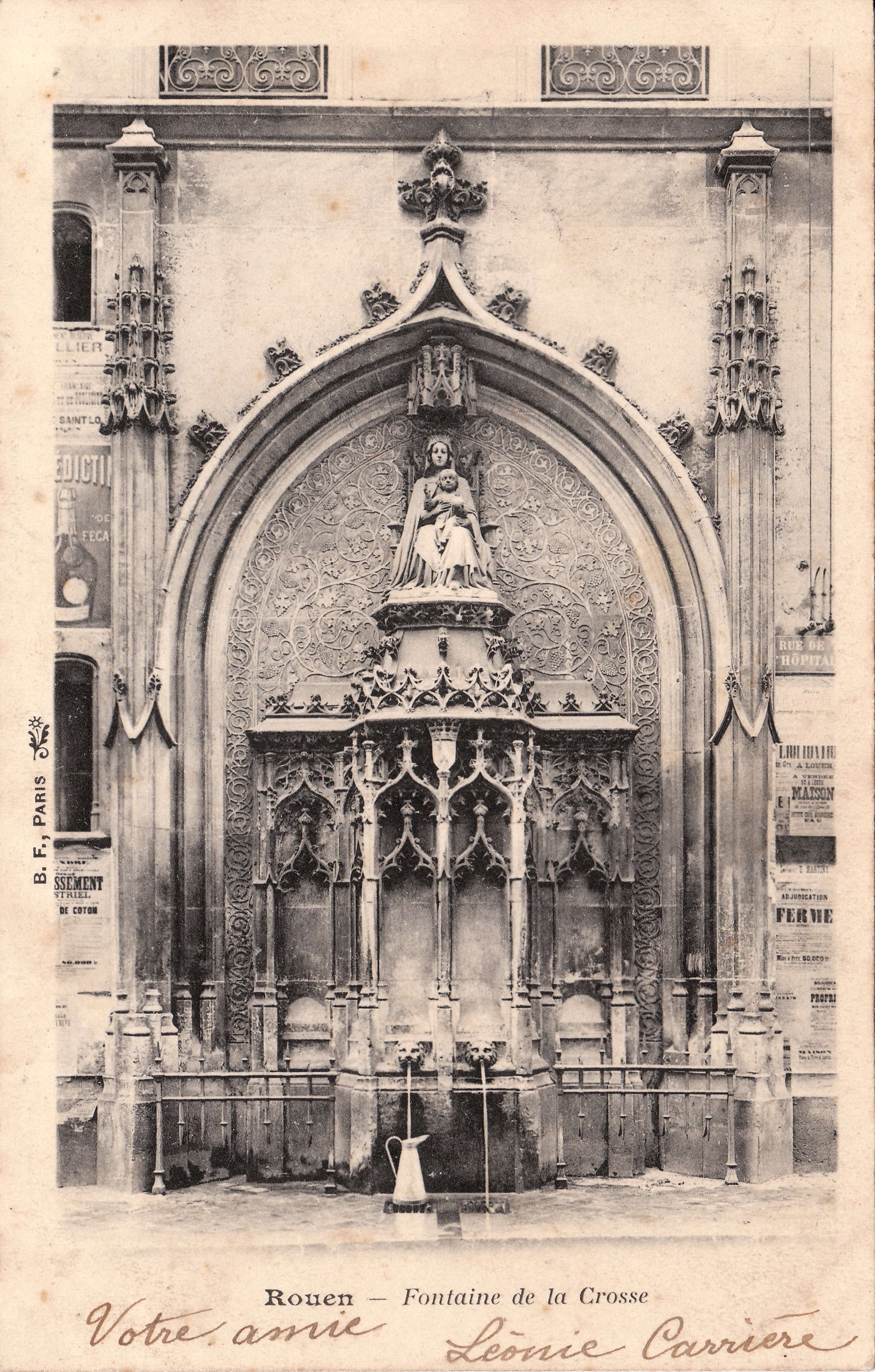
La fontaine vers 1904.